# Sarcophaga villeneuveana
Sarcophaga villeneuveana är en tvåvingeart som först beskrevs av Günther Enderlein 1928.  Sarcophaga villeneuveana ingår i släktet Sarcophaga och familjen köttflugor.
Artens utbredningsområde är Algeriet. Inga underarter finns listade i Catalogue of Life.